# 최인범
최인범(崔仁範/津原仁範쓰하라 진한 1902년 5월 15일 ~ ?)은 일제강점기의 경찰이다.

## 생애
1930년부터 1934년까지 평안북도 박천경찰서 경부보로 근무했다. 평안북도 박천경찰서 재직 시절에 일어난 만주사변 당시 경비사무소에서 근무하는 동안 일본군의 항일 운동가 탄압 작전인 이른바 소탕 작전에 가담하는 한편, 일본군의 전쟁 수행에 필요한 군수품 운송에 적극 협조했다. 1934년 7월 25일 만주 사변에 적극 협력한 공로를 인정받아 일본 정부의 만주 사변 행상에서 위로 갑(慰勞 甲)에 상신되었으며, 1934년 8월 28일 만주 사변 공로기장에 상신되었다. 평안북도 용암포경찰서 경부보(1935년 4월 15일 ~ 1936년)와 평안북도 철산경찰서 경부보(1937년)를 역임했으며, 1938년 5월 24일부터 1940년 4월 29일까지 평안북도 선천경찰서 사법주임 경부로 근무했다.
평안북도 선천경찰서 재직 시절에 일어난 중일 전쟁 당시 평안북도 선천군에 거주하고 있던 일반 민중에 대한 사찰 활동과 정보 수집 활동을 벌인 뒤 이를 보고하는 한편, 일반 민중에 대한 강연회와 좌담회 등을 개최하여 일본의 침략 전쟁과 국방사상을 선전했다. 또한 군수품 공출 업무와 정보 수집 업무, 군수품 공출 업무, 군대 및 군수품 수송 경계 업무, 평안북도 구성군에 추락해 조난당한 군용비행기 수색과 인명 구조, 여론 환기와 국방사상 보급.선전, 유언비어와 시국범죄 방지.단속.검거, 방공에 관한 업무 등 전시 업무를 수행하여, 일본의 침략 전쟁에 적극 협력했다. 1938년 7월 1일부터 1940년 4월 28일까지 조선육군창고 촉탁을 겸임하는 동안 당시 일본군의 중요 군수품이었던 돈피와 모피 공출을 장려하여 공출 목표를 초과 달성하는 데에 공헌했고, 이를 계기로 조선육군창고로부터 평안북도 축산관계 촉탁 151명 가운데 35등에 서위되었다. 1940년 4월 29일 중일 전쟁에 적극 협력한 공로를 인정받아, 일본 정부의 지나 사변 공적 조서에서 공로(功勞)에 상신되었다.
민족문제연구소의 친일인명사전 수록자 명단의 경찰 부문, 친일반민족행위진상규명위원회가 발표한 친일반민족행위 705인 명단에 포함되었다.

## 참고자료
- 친일반민족행위진상규명위원회 (2009). 〈최인범〉. 《친일반민족행위진상규명 보고서 Ⅳ-18》. 서울. 147~154쪽.